# Laurie Bartram
Laurie Lee Bartram McCauley conocida como Laurie Bartram o Laurie Brighton (San Luis, Misuri, 16 de mayo de 1958 - Lynchburg, Virginia, 25 de mayo de 2007) fue una actriz de cine y televisión estadounidense.

## Biografía
Laurie Bartram, también conocida como Laurie Brighton, era una nativa de Misuri que inició su carrera artística como bailarina de ballet clásico, muchos años antes de dedicarse exclusivamente a la actuación.
Después de dejar el negocio del entretenimiento en 1980, dirigió producciones teatrales locales, hizo trajes para numerosas producciones y puso su voz en trabajos para varias empresas, incluyendo WSET. También hizo numerosos comerciales y otros trabajos de publicidad.

## Cine
Hizo solamente dos filmes cuyos papeles la hicieron reconocida en el mundo artístico.
En 1974 hizo de Debbie en el filme de terror The House Of Seven Corpses.
En 1980 se le asignó el papel de Brenda, una de las víctimas de Pamela Voorhees en la película de horror Friday the 13th (1980).

## Televisión
En 1973 actuó en la serie Emergency! en los personajes de Jill y Karen.
De 1978 a 1979 encarnó a Karen Campbell en Another World.

## Vida privada
Después de trabajar brevemente en la industria del entretenimiento, se matriculó en el Liberty Baptist College y conoció  más tarde a su pareja Gregory McCauley, con el que tuvo 5 hijos.

## Fallecimiento
Laurie Bartram falleció el 25 de mayo de 2007 a causa de un cáncer de páncreas, a la edad de 49 años. Sus restos fueron sepultados en el cementerio de Lynchburg, Virginia.
En 2009 en honor a 30 años de "Viernes 13" se la mencionó en el documental His Name Was Jason: 30 Years of Friday the 13th.